# Abdoulaye Ouzerou
Abdoulaye Ouzerou (Parakou, 24 de outubro de 1985) é um futebolista beninense que atua como atacante.

## Carreira
Abdoulaye Ouzerou representou o elenco da Seleção Beninense de Futebol no Campeonato Africano das Nações de 2008.